# 고친다정
고친다정(일본어: 東風平町)은 일본 오키나와현 오키나와섬 남부에 있던 정이다.  2006년 1월 1일에, 구시카미촌과 합병해 야에세정이 탄생하였다.

## 역사
- 1908년 4월 1일 - 도서정촌제 시행에 의해 고친다촌이 성립하였다.
- 1979년 10월 1일 - 정으로 승격해 고친다정이 되었다.
- 2006년 1월 1일 - 구시카미촌과 합병해 아야세정이 되어 소멸하였다.

## 교통

### 도로
- 국도 507호선